# Rue Severo
La rue Severo est une voie du 14e arrondissement de Paris, en France.

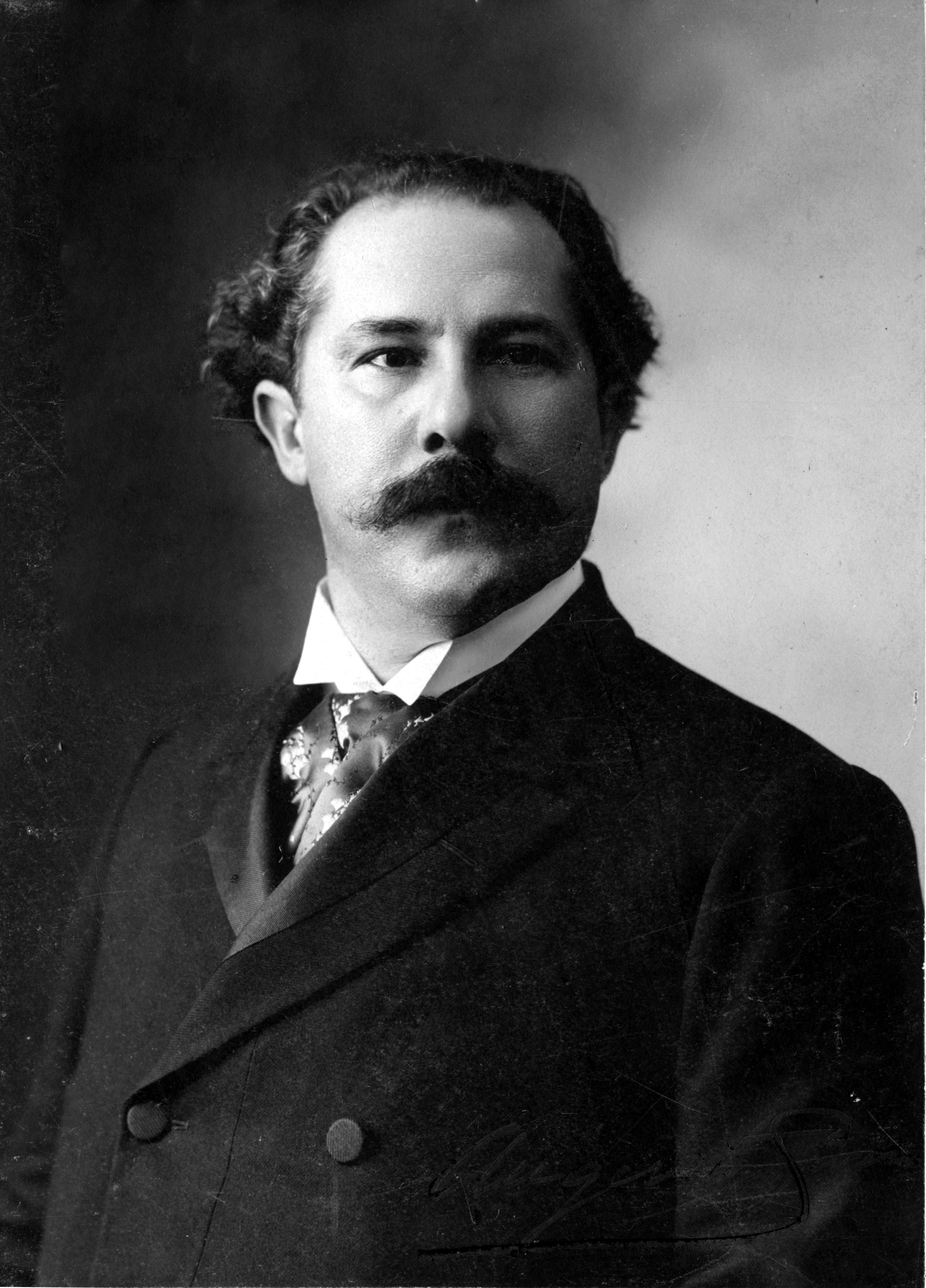
Augusto Severo.

## Situation et accès
La rue Severo est une voie publique située dans le 14e arrondissement de Paris. Elle débute au 4, rue des Plantes et se termine au 13, rue Hippolyte-Maindron.
À l'intersection avec la rue Georges-Saché se trouve la place Marielle-de-Sarnez.

## Origine du nom
Elle porte le nom de Augusto Severo de Albuquerque Maranhão, homme politique, journaliste, inventeur et aéronaute brésilien, pilote du dirigeable Pax, qui périt non loin de là, le 12 mai 1902, avec le jeune mécanicien français, Georges Saché, dans la catastrophe survenue au carrefour des rues de la Gaîté et Vercingétorix et de l'avenue du Maine.
Le nom du jeune mécanicien Georges Saché a été donné à une rue qui se termine dans la rue Severo.

## Historique
La voie est ouverte par l'administration de l'Assistance publique en 1905 et prend sa dénomination actuelle par arrêté du 24 juin 1907.

## Bâtiments remarquables et lieux de mémoire
Aux no 10-12 se trouvent une école maternelle et une école élémentaire publiques.